# Radiohead
Radiohead ([ˌreɪdɪəʊˈhed], от англ. radio «радио» и -head, с англ. — «одержимый чем-то, фанат») — британская рок-группа, основанная в Абенгдоне (графство Оксфордшир) в 1985 году. На протяжении всего периода существования в Radiohead играют пять музыкантов: Том Йорк(вокал, гитара, клавишные), Джонни Гринвуд (гитара, клавишные), Эд О’Брайен (гитара), Колин Гринвуд (бас-гитара) и Фил Селуэй (ударные).
В 1991 году Radiohead подписали контракт с лейблом EMI и в 1993 году выпустили дебютный альбом Pablo Honey. Их первый сингл «Creep» (1992) стал мировым хитом, а популярность и авторитет среди критиков возросли после выхода второго альбома The Bends (1995). Третий альбом OK Computer (1997), посвящённый темам отчуждения в обществе и эмоциональной изоляции, признан знаковой записью конца XX века. Четвёртый альбом Kid A (2000) ознаменовал резкое изменение стиля и звуковые эксперименты, вобрав в себя влияние электронной музыки, джаза, классической музыки и краутрока. Несмотря на то, что, Kid A не разделил мнения слушателей, позже, запись была признана лучшим альбомом 2000-х рядом музыкальных изданий. За ним последовал Amnesiac (2001), записанный одновременно с Kid A на тех же сессиях. Шестой альбом Hail to the Thief (2003), сочетающий в себе элементы рок-музыки и электроники, стал последним альбомом группы, выпущенным на EMI.
После истечения контракта с мейджор-лейблом, Radiohead самостоятельно выпустили седьмой альбом, In Rainbows (2007), который можно было скачать, установив свою собственную цену, также добившись успеха в чартах и признания критиков. Восьмой альбом The King of Limbs (2011) представляет собой исследование ритма, созданный с обширным использованием лупинга и семплирования. В последнем на данный момент альбоме, A Moon Shaped Pool (2016), центральное место занимают живые инструменты; также в записи использованы оркестровые аранжировки Джонни Гринвуда. В 2021 году Том Йорк и Джонни Гринвуд дебютировали с новой группой The Smile.
Radiohead оказали большое влияние на современную рок-музыку. По данным на май 2011 года, альбомы Radiohead были проданы в количестве примерно 30 миллионов копий. Журнал Rolling Stone в 2005 году поместил Radiohead на 73-е место в списке «100 величайших исполнителей всех времён», а также, включил пять альбомов Radiohead в список «500 величайших альбомов всех времён». Все альбомы начиная с OK Computer и до A Moon Shaped Pool номинировались на премию «Грэмми» за «Лучший альтернативный альбом» (трижды Radiohead в этой номинации побеждали), все альбомы получили статус золотых или платиновых в США и Великобритании. В 2019 году группа была включена в Зал славы рок-н-ролла.

## История

### Начало (1985—1991)
Все будущие участники Radiohead посещали закрытую частную школу для мальчиков в городе Абингдон (графство Оксфордшир). Преподаванию музыки в ней уделялось большое внимание: ученики могли научиться играть на музыкальном инструменте, в школе функционировали три оркестра и духовые ансамбли, а с 1980 года действовал современный концертный зал. В 14 лет Том Йорк и Колин Гринвуд вместе с ещё несколькими учениками объединились в школьную группу под названием TNT. Йорк стал вокалистом, потому что, как он позже говорил журналисту, «никто больше не захотел». Через участие в школьном драматическом кружке они познакомились с Эдом О’Брайеном, учившимся на класс старше. В школе он обучался игре на духовых, одновременно самостоятельно осваивая гитару. Другие участники группы и её названия периодически менялись, в ней была духовая секция. Группа выступала с драм-машиной, но когда она сломалась на концерте, Йорк решил найти живого барабанщика, которым стал старшеклассник (он учился на класс выше Эда и на два — Тома и Колина) Фил Селуэй. Сформировавшая группа получила название On a Friday, так как репетиции группы в школе проходили по пятницам. С ними стал часто проводить младший брат Колина Джонни (разница между ними составляла три года), который с юного возраста демонстрировал талант к самым разным инструментам, от блок-флейты до гитары. В On a Friday уже было два гитариста — Том и Эд (Колин играл на басу), поэтому Джонни взяли как клавишника и исполнителя на губной гармошке. Из-за плохих отношений с директором школы, питавшим антипатию к рок-группам, On a Friday в итоге стали репетировать в соседнем церковном зале.
On a Friday стали реже репетировать, когда её участники выпустились из школы. Первым в 1985 году это сделал Селуэй, через год поступивший в Ливерпульский политехнический колледж. Затем школу окончил О’Брайен, поступивший в Манчестерский университет, где он изучал экономику, а Колин Гринвуд поступил в колледж Питерхаус Кембриджского университета на программу изучения английской литературы. Однако именно в начале 1987 года на их первую демокассету написала рецензию оксфордская университетская газета, а летом того же года они сыграли первый клубный концерт в оксфордском пабе Jericho Tavern. On a Friday продолжили играть в местных клубах, когда им позволяло студенческое расписание; их концертный состав в это время включал трёх саксофонистов. Йорк, пропустив год после окончания школы, в 1988 году поступил в Эксетерский университет.
В следующие пару лет On a Friday собирались нерегулярно, но в это время сильно выросла роль Джонни Гринвуда, который превращался в полноценного соавтора песен группы (до этого тексты и музыку писал только Йорк). К 1991 году Селуэй, О’Брайен и Гринвуд-старший выпустились и вернулись в Оксфорд. Во время пасхальных каникул весной 1991 года On a Friday записали в местной студии демо-кассету с тремя песнями, одной из которых была «Stop Whispering». На звучание молодой группы тогда оказывали сильное влияние Pixies, The Smiths, R.E.M. и Talking Heads, и это усложняло задачу стать популярными в Оксфорде, где модным становился шугейз, который играли местные группы Ride и Swervedriver.
В августе 1991 года концерт On a Friday в Jericho Tavern посетил совладелец оксфордской звукозаписывающей студии Courtyard Крис Хаффорд, предложивший группе работать с ними. Хаффорд и второй совладелец Courtyard Брайс Эдж до настоящего времени остаются менеджерами Radiohead. На студии Хаффорда On a Friday записали демо-кассету их пяти песен, три из которых позже войдут в дебютный альбом; так как кассета распространялась через местный музыкальный магазин Manic Hedgehog, под этим неофициальным названием стала известна и демозапись. В декабре оксфордский музыкальный журнал Curfew опубликовал интервью с On a Friday и поставил их на обложку. Параллельно летом Колин Гринвуд, работавший в музыкальном магазине, случайно познакомился с торговым представителем EMI Кейтом Уозенкрофтом, который переходил на должность главы A&R-подразделения Parlophone (дочернего лейбла EMI), и передал ему демо со «Stop Whispering». Уозенкрофт заинтересовался группой, стал посещать концерты и убедил менеджмент подписать её. 21 декабря 1991 года был заключён контракт с Parlophone на шесть альбомов. По настоянию EMI и после того, как название On a Friday стало поводом для шпильки в заметке Melody Maker с концерта в феврале 1992 года, музыканты поменяли название группы. Новое название Radiohead было выбрано в честь одноимённой песни Talking Heads из альбома True Stories.

### «Creep» иPablo Honey. Первый хит (1992—1993)
После подписания контракта лейбл настоял на том, чтобы быстро выпустить мини-альбом. EP Drill группа решила составить как из песен из демо Manic Hedgehog, так и из новых песен, запись которых в феврале 1992 года спродюсировал Хаффорд. Результат работы Хаффорда биограф группы Мэк Рэндалл описывает как «порчу» песен при сведении: выразительный вокал Йорка, который был «козырем» группы, оказался «утоплен в плотном звуке гитар». Из-за потери первой партии пластинок на печатном заводе и других проволочек Drill поступил в продажу только в начале мая, уже после того, как Radiohead начали первый британский тур на разогреве у Catherine Wheel. В итоге Drill занял в чартах скромное 101-е место.
Для записи дебютного альбома Radiohead менеджер EMI Ник Гэтфилд нанял американских продюсеров Пола Колдери и Шона Слейда, которые работали со многими альт-рокерами, включая Pixies. Лид-синглом была выбрана песня «Creep», выпущенная 21 сентября 1992 года. Но продажи «Creep» не оправдали ожиданий (6 тыс. экземпляров), и она достигла только 78-го места в UK Singles Chart, остался почти не замеченным прессой и был убран из ротации BBC Radio 1 как «слишком депрессивный». Позже, в конце года лондонский концерт Radiohead удостоился разгромной рецензии в NME. Но одновременно с этим «Creep» неожиданно оказалась хитом в Израиле, где её стал ставить многолетний ведущий радиостанции «Галей Цахаль» Йоав Кутнер, так что уже в марте 1993 года Radiohead съездили в Израиль для нескольких концертов, и на «альтернативных» радиостанциях в Калифорнии. Постепенно «Creep» стала восприниматься как один из гимнов поколения «бездельников» с самоуничижительными текстами наравне с «Smells Like Teen Spirit» Nirvana и «Loser» Бека. Впоследствии Колдери утверждал, что менеджмент группы с самого начала делал ставку на успех в Штатах, считая, что, выпускаясь на EMI, группа не имела шансов на высокие места в британских инди-чартах, но по словам Хаффорда, взлёт «Creep» в США — это исключительно случайность.
После завершения работы над «Creep» Radiohead в сжатые сроки (три недели в оксфордской студии Chipping Norton) дозаписали остаток материала для альбома, получившего название Pablo Honey. Сведение альбома лейбл поручил Колдери и Слейду, которые работали с плёнками у себя в Бостоне без участия группы. В январе 1993 года Radiohead начали новый британский тур, а в феврале выпустили вторым синглом «Anyone Can Play Guitar», который дебютировал в национальном чарте лучше «Creep» (на 32-м месте). Pablo Honey вышел 22 февраля и дебютировал на 25-м месте в альбомном чарте. 10 мая вышел сингл «Pop Is Dead», отсутствующая в альбоме песня с саркастичной критикой музыкальной индустрии. Он занял 42-е место в хит-параде, а позже музыканты открещивались от него: Эд О’Брайен называл его выпуск «отвратительной ошибкой». В июне Radiohead начали американский тур, и на его фоне Pablo Honey, выпущенный Capitol Records 20 апреля и дебютировавший в чарте Billboard 200 на 184-м месте, к августу поднялся до 32-го; «Creep» достиг 34-го места в Billboard Hot 100. 6 сентября 1993 года Parlophone перевыпустил в Великобритании «Creep», который в этот раз занял седьмую строчку в чарте синглов. Осенью Radiohead провели ещё один тур по Северной Америке, в котором играли на разогреве у Belly и Tears for Fears. Capitol в октябре издал для американского рынка сингл «Stop Whispering», который не оправдал ожиданий, попав только в чарт Modern Rock.

### The Bendsи успех у критиков (1994—1995)
В декабре 1993 года Radiohead закончили тур, и после небольшого отдыха в январе приступили к работе над новым альбомом, имея материал, накопленный ещё со времён до выпуска Pablo Honey. В этот раз с ними согласился работать титулованный продюсер Джон Леки. Но сначала Леки попросил отложить работу в студии до конца февраля, так как согласился помочь Ride срочно завершить их альбом, а когда Radiohead и Леки всё-таки приступили к сессиям в лондонской студии RAK, наступил кризис: на Radiohead давили завышенные ожидания после первого альбома, сжатые сроки (лейбл назначил релиз на октябрь, при этом в мае группа должна была отправиться в новый тур) и требование EMI определиться с лид-синглом и первым делом записать его. Музыканты постоянно конфликтовали друг с другом. К апрелю у Radiohead отсутствовал какой-то готовый материал, и Леки предложил Йорку сначала записывать песни в одиночку под аккомпанемент акустической гитары. Таким методом группа записала около десятка песен, которые позже вошли во второй альбом и на EP My Iron Lung, но стало понятно, что сроки выпуска альбома сдвигаются. В мае и июне после концертов в Европе группа впервые выступила в Японии, Гонконге, Австралии и Новой Зеландии. После тура, в котором исполнялись многие ещё не записанные песни из будущего альбома (это стало у группы обычной практикой) Radiohead довели работу над альбомом до конца.
26 сентября 1994 года вышел первый сингл из нового альбома — «My Iron Lung». Parlophone издал его в нескольких форматах с разными би-сайдами и (первоначально — только для Австралии) в виде EP, включавшего все би-сайды сразу. В Великобритании наивысшей позицией сингла стало 24-е место, в США Capitol не стал вкладываться в его раскрутку, и продажи остались невысокими, но «My Iron Lung» много ротировался на университетских радиостанциях и получил хорошую прессу в «альтернативных» изданиях, позволив Radiohead преодолеть образ «группы одного хита». Но одним из краткосрочных последствий скромного коммерческого результата сингла стало то, что лейбл поручил пересвести уже завершённый альбом Колдери и Слейду; в окончательном миксе альбома осталось три песни в версии Леки.
27 февраля 1995 года вышел второй сингл «High and Dry / Planet Telex», который достиг 17 места в чарте, а 13 марта — альбом The Bends. Название альбома (буквально — «сгибы») на сленге подводников обозначает декомпрессионную болезнь; музыканты сравнивали давление на себя после успеха «Creep» и непонимание, куда идти дальше, с болями при слишком быстром подъёме с глубины. В итоге на The Bends группа демонстрирует гораздо более зрелое звучание и широкий арсенал приёмов, включающий смену музыкальных размеров, струнные аранжировки и использование шумов. Музыканты использовали сразу три гитары и клавишные: Джонни Гринвуд чаще всего играл партии соло-гитары, Йорк — ритм-гитары, а О’Брайен был ответственным за нойзовые эффекты, хотя роли могли и меняться. Гринвуд также играл на клавишных. Настроение The Bends отличалось от находившегося тогда на пике популярности брит-попа, характеризовавшегося ностальгией по музыке 60-х и жизнерадостным оптимизмом; по словам журналиста NME Энди Ричардсона, «в то время как Oasis пели о шампанских сверхновых, а Supergrass говорили, что чувствуют себя хорошо, The Bends описывал мучительное ощущение изолированности и отчаяния». Британские критики высоко оценили альбом, и в национальном чарте он дебютировал на 6-м месте, выше лучшего достижения Pablo Honey, но в США этого успеха повторить не удалось. Capitol не нашёл на The Bends песни с потенциалом хита, сравнимым с «Creep» (синглом в итоге вышла «Fake Plastic Trees»), а альбом, несмотря на то, что Radiohead поддержали его летним туром по Штатам, остался в глубинах чарта Billboard. В Великобритании синглами вышли ещё четыре песни — «Fake Plastic Trees», «Just», «Street Spirit (Fade Out)» и заглавный трек. «Street Spirit», изданный в январе 1996 года и сопровождавшийся снятым Джонатаном Глейзером эффектным видеоклипом, забрался на 5-е место UK Singles Chart. Пользовался популярностью и клип на «Just».
В середине 1995 года Radiohead отправились в европейский тур вместе с R.E.M.. Американцы выбрали в качестве саппорта Radiohead, потому что очень полюбили The Bends, тогда как R.E.M. были одной из наиболее повлиявших на Radiohead групп. За время тура между Йорком и лидером R.E.M. Майклом Стайпом сложилась и личная дружба; Йорк позже говорил, что Стайп научил его справляться с давлением славы и жизнью в долгих турах. 4 сентября Radiohead приняли участие в благотворительной акции неправительственной организации War Child, доходы от которой должны были пойти на помощь пострадавшим от войны в Боснии и Герцеговине: в этот день разные артисты записали по песне для сборника The Help Album, который уже 9 сентября поступил в продажу. Вкладом Radiohead стала новая песня «Lucky». В те же дни группа записала и би-сайды для «Street Spirit». Сразу после этих сессий Radiohead отправились в новый тур по США, в котором были открывающим артистом сначала снова у R.E.M., а потом у Soul Asylum. Тур с Soul Asylum начался с того, что в отеле Денвера украли всю технику Radiohead, что привело к отмене нескольких выступлений. В декабре многие музыкальные издания по обе стороны Атлантики поставили The Bends на верхние строчки списков лучших альбомов года.

### OK Computerи коммерческий успех (1996—1998)
Следующий альбом группа решила продюсировать самостоятельно, для чего по совету Хаффорда закупила студийное оборудование, которое при необходимости можно было возить с собой. При выборе оборудования музыканты много советовались с Найджелом Годричем, который уже был знаком им сначала как помощник Джона Леки во время записи The Bends, а потом как сопродюсер «Lucky». В итоге Годрич стал полноценным сопродюсером нового альбома. В марте — апреле 1996 года Radiohead ещё раз проехались с концертами по Штатам, что помогло The Bends вернуться в чарты: он достиг 88-го места в Billboard 200 и 4-го — в британском чарте, что в обоих случаях превзошло лучшие результаты 1995 года. В июне приобретённое оборудование было размещено в бывшем яблочном амбаре рядом с Дидкотом под Оксфордом, который группа использовала для репетиций ещё во время работы над первыми двумя альбомами, а теперь перепрофилировало под студию и назвала Canned Applause. Там они записали четыре песни, но рабочая атмосфера не складывалась, поэтому на осень группа арендовала расположенный рядом с Батом особняк XVI века Сент-Кэтринс-Корт, принадлежавший актрисе Джейн Сеймур. В промежутке между сессиями в августе Radiohead отыграли турне по США, открывая концерты Аланис Мориссетт. В конце 1996 года на заключительных титрах фильма «Ромео + Джульетта» База Лурмана прозвучала новая песня «Exit Music (For a Film)», не вошедшая в официальный саундтрек фильма (в него вошла «Talk Show Host», к тому моменту уже выпущенная как би-сайд на сингле «Street Spirit»). К марту 1997 года были завершены сведение и мастеринг.
Основными темами вышедшего 16 июня 1997 года OK Computer стали перенасыщенность мира информацией, его дегуманизация и отчуждённость, которую испытывает современный человек. Алекс Росс описывает тексты Йорка на нём как смесь «подслушанных разговоров, наукообразной бессмыслицы и безжалостных дневниковых записей». OK Computer нередко сравнивали с концептуальными альбомами прогрессив-рок-групп 1970-х, хотя сами музыканты возражали против этого. По их собственным словам, больше всего на них влияли Майлз Дэвис периода Bitches Brew и The Beatles периода White Album, при работе над отдельными песнями они ориентировались на разные источники — от саундтреков Эннио Морриконе до нарезки дорожек и семплирования у DJ Shadow. OK Computer моментально получил восторженную прессу и две недели возглавлял британский альбомный чарт. В Billboard 200 он дебютировал на 21-й позиции, а за пять месяцев стал «золотым». Песни «Paranoid Android», «Karma Police» и «No Surprises» были изданы как синглы. Наибольшего успеха достигла «Karma Police», раскрутке которой помог снятый Глейзером видеоклип (14-е место в чарте Billboard Modern Rock). В конце года многие журналы поставили OK Computer на первое или второе место в списке лучших альбомов. Альбом был номинирован на ведущие британские музыкальные премии BRIT Awards и Mercury Prize, хотя обе награды достались другим исполнителям. На 40-й церемонии вручения премий Грэмми OK Computer стал лауреатом «Грэмми» в категории «Лучший альтернативный альбом», а также был одним из претендентов на премию в номинации «Альбом года». Ник Кент назвал 1997 год годом, когда Radiohead стали самой важной рок-группой в мире. Уже вскоре после релиза OK Computer начал появляться в списках «лучших альбомов всех времён» по различным версиям, и с годами его репутация только укрепилась.
Тур в поддержку OK Computer Radiohead начали 8 июня 1997 года выступлением в Нью-Йорке на втором фестивале Tibetan Freedom Concert в поддержку движения за независимость Тибета и продолжился несколькими хедлайнерскими сетами на летних фестивалях, включая Гластонбери, на котором группе прямо по ходу концерта пришлось преодолевать проблемы с мониторами, летним туром по США и осенними концертами в Великобритании и Европе. В январе 1998 года группа отправилась в Японию, Новую Зеландию и Австралию. В марте — апреле Radiohead провели ещё один тур в США, а 13 июля должны были ещё раз выступить на третьем концерте в поддержку Тибета в Вашингтоне, но из-за удара молнии, от которого пострадала посетительница, часть выступлений отменили. 13 июля Radiohead провели клубный концерт, а на следующий день отыграли на фестивальной сцене. Весь тур вместе с группой провёл режиссёр Грант Джи, снимавший документальный фильм «Знакомиться с людьми просто». Фильм, премьера которого состоялась в конце 1998 года, рассказывал об обратной стороне славы и успеха рок-группы, демонстрируя эмоциональное выгорание её участников.
В 1997 году Radiohead открыли собственный вебсайт, став одной из первых музыкальных групп, обозначивших своё присутствие в Интернете. Тогда же появились первые фан-сайты, посвящённые Radiohead. Вокруг группы начало формироваться онлайн-сообщество. Этому способствовало наполнение ранних версий сайта загадочными изображениями и сообщениями, провоцировавшими фанатов на поиск скрытых посланий.

### Kid A,Amnesiacи смена стиля (1999—2001)
После мирового турне 1997—1998 годов Radiohead отдыхали почти полгода и только в декабре 1998 года выступили на фестивале в Париже, организованном Международной амнистией. В январе 1999 года музыканты собрались в студии в Париже для работы над новым альбомом, но она с самого начала не складывалась. Йорк боролся с творческим кризисом и пришёл без какого-либо материала, к тому же сразу выяснилось, что, хотя все были согласны, что новый альбом не должен быть похож на OK Computer, музыканты видели это совершенно по-разному: О’Брайен хотел записать альбом мелодичных трёхминутных гитарных песен, лишённых дополнительных эффектов, тогда как Йорк увлёкся экспериментальной электронной музыкой артистов лейбла Warp Records, таких как Aphex Twin и Autechre. По словам Годрича, который описывал происходящее словом «безумие», музыканты прекращали разговаривать друг с другом. Весной группа переместилась в Копенгаген, а затем в особняк Бэтсфорд-парк в Глостершире, за это время записав и забраковав десятки заготовок песен. Всё это время продолжалось обустройство новой студии в оксфордширской деревне Саттон-Кортни, которую планировали начать эксплуатировать ещё в начале года, но это произошло только в сентябре. В июне наступил перерыв: у Селуэя родился первенец, а Йорк и Джонни Гринвуд дуэтом выступили на очередном фестивале в поддержку Тибета в Амстердаме, сыграв в том числе новую песню, которая станет известна как «Pyramid Song». Осенью группа собралась в Саттон-Кортни, и к концу декабря, как сообщил в записи в блоге на сайте группы О’Брайен, имела шесть готовых песен. Весной у Radiohead было 24 песни в готовом или близком к этому состоянии, которые группа и лейбл решили выпустить на двух альбомах с интервалом менее года, что было отходом от обычного цикла рок-группы, в котором между альбомами следовали продолжительные гастроли. Летом 2000 года Radiohead отыграли короткий европейский тур на исторических площадках, таких как античные амфитеатры, а единственное британское выступление состоялось на фестивале Meltdown, куратором которого в этом году был Скотт Уокер.
Альбом Kid A, вышедший в октябре 2000 года, продемонстрировал отказ Radiohead от гитарного звучания и внятного членения песен на куплеты и припевы, экспериментирование с тембрами и компьютерной обработкой партий инструментов и голоса, влияние краутрока, джаза (в первую очередь, басовых партий Чарльза Мингуса) и работы Оливье Мессиана с волнами Мартено (Джонни Гринвуд освоил этот ранний электронный инструмент и использовал его для создания тревожной, «нечеловеческой» атмосферы). Песни с Kid A не выпускались на синглах (промозапись песни «Optimistic» попала в ротацию американских радиостанций), и на них не было снято видеоклипов, вместо этого постоянный оформитель альбомов Radiohead Стэнли Донвуд создал 15-секундные ролики (blips), которые были озвучены фрагментами композиций альбома и распространялись через специально созданный сайт. До даты официального релиза Kid A «утёк» в файлообменную сеть Napster, но возможность бесплатно прослушать альбом, по распространённому мнению, только поспособствовала его продажам. Kid A дебютировал на первом месте в чартах многих стран и стал первым альбомом группы, попавшим на вершину Billboard 200. Несмотря на это отзывы некоторых британских критиков были сдержанными, кто-то назвал альбом «запиской перед коммерческим самоубийством». В ответ на упрёки в показном усложнении музыки Йорк говорил: «Мы не пытаемся быть тяжёлыми для понимания… На самом деле мы пытаемся донести сообщение, но в какой-то момент мы по всей видимости разозлили слишком многих… Мы не делаем ничего радикального». Во время осеннего тура в поддержку Kid A участники группы находились под впечатлением от книги «No Logo» канадской журналистки и активистки антиглобалистского движения Наоми Кляйн. Концерты тура проходили в парках в специальных шатрах вместимостью 10 тыс. человек, на которых отсутствовала какая-либо спонсорская реклама. В 2001 году Kid A, как и его предшественник OK Computer, был номинирован на «Грэмми» как «Альбом года» и победил в номинации «Лучший альтернативный альбом».
В июне 2001 года вышел пятый альбом Radiohead Amnesiac, собранный из песен, записанных одновременно с Kid A, и развеявший распространённые ожидания, что после Kid A Radiohead вернутся к более конвенциональному и коммерчески привлекательному звучанию. Критики как правило ставят Kid A выше, чем Amnesiac, как более цельную работу, группе приходилось отвечать на вопрос, не является ли Amnesiac «сборником ауттейков». Тем не менее и этот альбом оказался коммерчески успешен и дебютировал на первом месте в британском чарте и на втором месте в американском Billboard 200. В поддержку Amnesiac были выпущены синглы «Pyramid Song» и «Knives Out». В течение 2001 года группа дала 34 концерта в Европе, Северной Америке и Японии. 7 июля Radiohead организовали фестиваль в Южном парке Оксфорда, на котором группа выступила перед 40 000 зрителей вместе с Supergrass, Sigur Rós и Беком. На этом концерте Radiohead впервые с 1998 года исполнили «Creep»; ранее группа выбросила песню из концертных сетов, что Йорк объяснял усталостью от вопросов о её лирическом герое и нежеланием соглашаться со статусом «группы одного хита». В ноябре группа выпустила концертный мини-альбом I Might Be Wrong: Live Recordings, включавший восемь песен, записанных во время турне 2001 года: семь с Kid A и Amnesiac и песню «True Love Waits», которая игралась на концертах с 1995 года, но ещё не издавалась официально.
Дизайн мерча для фестиваля в Оксфорде Radiohead заказали мультипликаторам Трею Паркеру и Мэтту Стоуну. В качестве ответной услуги музыканты появились в эпизоде мультсериала «Южный парк» «Скотт Тенорман должен умереть», премьера которого состоялась 11 июля 2001 года. Музыканты сами записали голоса своих персонажей в свободное время между концертами калифорнийской части тура.

### Hail to the Thiefи перерыв (2002—2004)
Конец 2001 — начало 2002 года музыканты провели в отпуске. У Йорка и его подруги ещё со времён Экстерского университета Рейчел Оуэн в 2001 году родился первенец Ноа. Джонни Гринвуд воспользовался паузой, чтобы поработать над своим первым киносаундтреком для документального фильма «Песнь тела» (фильм и саундтрек вышли в 2003 году). Летом 2002 года в мини-туре по Португалии и Испании Radiohead обкатали новые песни, которые до этого несколько месяцев репетировали в Саттон-Кортни. В сентябре за две недели в студии в Лос-Анджелесе Radiohead записали большую часть материала для шестого альбома, после чего вернулись в Англию, где альбом, получивший название Hail to the Thief, приобрёл окончательный вид. В качестве промокампании был запущен сайт radiohead.tv, на котором группа размещала видео и вела онлайн-трансляции. Четыре получасовых фильма, смонтированных Донвудом и режиссёром Крисом Браном из присланных фанатами видео и собственных записей, позже были выпущены на DVD «The Most Gigantic Lying Mouth of All Time» (2004). В этот раз альбом утёк в Интернет за два месяца до официального выпуска в начале июня 2003 года, но это не помешало ему дебютировать на первом месте в британском чарте и на третьем — в Billboard 200, а в первую неделю только в США было продано 300 тыс. экземпляров. При этом реакция британской критики была довольно сдержанной: по мнению Джона Харриса (Q), Hail to the Thief, опасно близко подошёл к «сплошному малосодержательному экспериментаторству» , а Алексис Петридис (The Guardian) писал, что на третьем по счёту альбоме, исследующем глитч-техно и фри-джаз, Radiohead начинают звучать привычно, а «знаменитая мрачность превращается в самопародию». Синглами вышли «There There», номинированная на «Грэмми» как «Лучшее вокальное рок-исполнение дуэтом или группой», «Go to Sleep» и «2 + 2 = 5»; Hail to the Thief стал пятым подряд альбомом Radiohead, получившим номинацию на «Грэмми» за «Лучший альтернативный альбом». Весной 2004 года группа выпустила для японского рынка мини-альбом COM LAG (2plus2isfive) с ремиксами и концертными версиями песен с Hail to the Thief и би-сайдами.
Название Hail to the Thief (с англ. — «Да здравствует вор») отсылает к скандальным президентским выборам в США 2000 года, победителем которых Джордж Буш — младший был объявлен только после пересчёта голосов. Йорк в интервью рассказывал, что альбом вдохновлён атмосферой страха и «всепоглощающей темноты, которая медленно захватывает человечество», которую создавал новостной поток после объявления Бушем «войны против терроризма» в конце 2001 года, и выступал на антивоенных митингах, но в то же время название альбома музыканты комментировали уклончиво. Так, в одном из интервью Йорк утверждал, что эту фразу он впервые услышал в радиопрограмме на Радио 4, посвященной Джону Куинси Адамсу (Адамса избрала президентом Палата представителей после того, как он проиграл прямые выборы), и она запомнилась ему как яркий образ, а также просил не воспринимать Hail to the Thief как «протестную запись».
Параллельно с записью Hail to the Thief Radiohead приняли предложение написать часть музыки для балета Мерса Каннингема Split Sides (вторую половину написали Sigur Rós). 14 октября 2003 года группа выступила вживую на премьерном показе балета в Бруклинской музыкальной академии. За выходом альбома последовало мировое турне, в ходе которого Radiohead выступили в качестве хедлайнеров на фестивале в Гластонбери. Выпустив предусмотренные контрактом с EMI шесть альбомов, Radiohead не демонстрировали желания продлять его или подписываться на новом лейбле. В апреле и мае 2004 года группа дала концерты в Австралии и Японии и выступила на фестивале «Коачелла» в Калифорнии, а остаток года музыканты отдыхали с семьями. Селуэй и Джонни Гринвуд снялись в эпизоде фильма «Гарри Поттер и Кубок огня» (2005) как музыканты группы «Ведуньи» (The Weird Sisters) и записали три песни для саундтрека к нему.

### Уход с EMI иIn Rainbows(2005—2009)
В феврале 2005 года Radiohead собрались в Canned Applause, чтобы репетировать материал для седьмого альбома. В августе музыканты с отрепетированным за несколько месяцев материалом отправились в студию, в этот раз без Годрича (они решили попробовать спродюсировать альбом самостоятельно). Одна из записанных в сентябре песен, фортепианная «I Want None of This» вошла в благотворительный сборник Help!: A Day in the Life для организации War Child (за десять лет до того для такого же сборника Radiohead предоставили песню «Lucky»). Альбом продавался через Интернет, и песня Radiohead была наиболее часто скачиваемым треком. Но к концу года стало понятно, что большое количество заготовок не переходит в альбом. Из-за занятости Годрича Radiohead впервые за много лет позвали продюсировать альбом другого человека — Спайка Стента, но сессии с ним с января и до апреля 2006 года оказались совершенно непродуктивными. В мае группа отправилась в тур по Европе и Северной Америке, в котором исполняла много новых песен, оттачивая аранжировки. Одновременно с этим в июле 2006 года Йорк выпустил сольный альбом The Eraser, записанный им при участии Годрича всего за три недели. Хотя The Eraser, вышел на лейбле XL Recordings, специализировавшемся на танцевальной электронике, на него вошли песни с чёткой структурой и выведенным на первый план голосом Йорка, что было не так характерно для трёх последних релизов Radiohead. Альбом получил хвалебную прессу и дебютировал на третьем месте в британском чарте и на втором — в американском. Джонни Гринвуд, с 2004 года получивший пост композитора-резидента концертного оркестра BBC, в 2006 году с композицией «Popcorn Superhet Receiver» выиграл награду композитору года от BBC Radio 3, а позже использовал её в саундтреке к фильму «Нефть» (2007), положившем начало долговременному сотрудничеству Гринвуда с режиссёром Полом Томасом Андерсоном.
Осенью 2006 года Radiohead вернули Годрича и продолжили запись альбома сначала в особняке Тоттенем-хаус под Марлборо (Уилтшир), затем в особняке Холсвелл-хаус в Седжмуре (Сомерсет) и в Лондоне. В январе 2007 года музыканты ещё раз перезаписали песни в оксфордской студии, а в июле закончили сведение. В этот момент у группы не было действующего контракта с лейблом. Ещё до начала работы над альбомом Йорк говорил в интервью Time: «Мне нравятся люди в нашей звукозаписывающей компании, но наступает время, когда ты спрашиваешь себя, зачем она нам нужна. И ещё нам наверное доставит кое-какое извращённое удовольствие сказать „Да пошли вы!“ этой загнивающей модели ведения бизнеса». В мае 2007 года инвестиционная компания Terra Firma приобрела EMI и предложила группе новый контракт (согласно утечкам, аванс за новый альбом составил бы 3 млн фунтов), но его условия, не дававшие группе контроль над бэк-каталогом (уже выпущенными на EMI альбомами), и комментарии о якобы завышенных финансовых требованиях Radiohead, который лейбл распространял в СМИ по ходу переговоров, не устроили музыкантов.
Менеджмент (Хаффорд и Эдж) и музыканты пришли к решению самостоятельно выложить альбом для скачивания по системе «Плати сколько хочешь»; низкая стоимость распространения должна была компенсировать потери от того, что многие купят альбом за символическую стоимость или не заплатят ничего. 10 октября 2007 года, через девять дней после анонса альбом In Rainbows стал доступен для скачивания на специальном сайте в формате MP3, при этом покупатели могли заплатить в диапазоне от нуля до 99,99 фунтов. Самостоятельный выпуск альбома одной из самых популярных групп в мире, который обозреватель The New York Times назвал «революцией в музыкальной индустрии», вместе с отказом от подписания нового контракта с крупным лейблом дали старт бурным дебатам о будущем распространения музыки. Среди критиков Radiohead были другие музыканты, такие как Ким Гордон, отмечавшая, что большинство музыкантов не смогли бы позволить себе такое решение, Oasis и Лили Аллен. При этом Courtyard официально не раскрывала результатов эксперимента с моделью «плати сколько хочешь», из-за чего существуют противоречивые данные о доходах от интернет-распространения In Rainbows. Согласно сторонним оценкам, шестеро из десяти скачавших альбом не заплатили ничего, а средний размер платежа составил, по разным версия, от 2 до 8 фунтов. В октябре 2008 года компания Warner Chappell Music, которая осуществляла мониторинг скачивания In Rainbows, объявила, что к концу 2007 года он заработал больше, чем составили общие продажи Hail to the Thief, что в значительной степени объяснялось тем, что около 100 тыс. человек приобрели бокс-сет-издание альбома.
Рецензенты In Rainbows были единодушны в том, что способ выпуска альбома не повлиял на его высокий уровень; впервые за долгое время в альбоме Radiohead преобладали мелодичные гитарные композиции, хотя, по выражению обозревателя NME, они все равно звучали, как будто их исполняли «параноидальные андроиды с окраин Венеры». Алекс Росс комментировал: «На трёх предыдущих записях вы замечали швы: „Ладно, это была рок-песня, а теперь мы собираемся сделать что-то более электронное“. В In Rainbows нет таких склеек и разрывов». Он отдельно отмечал, что Radiohead выпустили «безупречный» и «самый связный» альбом именно тогда, когда эпоха альбомов стала уходить в прошлое. Дважды в ноябре 2007 года и ещё один раз в канун нового 2008 года Radiohead презентовали альбом в формате онлайн-концерта, который транслировался на сайте группы, а последний – ещё и на кабельном телеканале Current TV. В конце декабря In Rainbows был издан на XL Recordings в Великобритании, а 1 января 2008 года — на TBD Records в США. По обе стороны Атлантики In Rainbows возглавил национальные хит-парады (интернет-версия не попала в чарты, поскольку в чартах учитываются только продажи дисков): альбом дебютировал на первом месте в британском чарте и неделю спустя возглавил Billboard 200. 13 января 2008 года первым синглом с альбома была выпущена песня «Jigsaw Falling into Place», 31 марта – «Nude», ставшая первой после «Creep» песней в топ-40 хит-парада Billboard 100. В мае 2008 года на VH1 был показан снятый за один день в студии Годрича концертный фильм In Rainbows — From the Basement, основу которого составили песни с нового альбома. Позже он был выпущен на iTunes и как бонус-диск к японскому изданию In Rainbows. Тур в поддержку альбома начался в мае 2008 года в США, продолжился в Европе и затем снова в США. В октябре музыканты отыграли в Японии. Чтобы минимизировать углеродный след, в туре использовались два комплекта концертного оборудования – одно в США, второе в Европе, которые транспортировались без авиаперелётов (в Японию концертная площадка из американского тура была доставлена морем).
Одновременно с выходом In Rainbows на физических носителях в конце 2007 года EMI выпустила Radiohead Box Set – переиздание первых шести альбомов, права на которые оставались у лейбла. Это произошло без согласования с группой и многими рассматривалось как месть лейбла за непродление контракта. В июне 2008 года на Parlophone и Capitol вышел двойной сборник Radiohead: The Best Of, вызвавший уже публичные негативные комментарии музыкантов; глава EMI Гай Хэндс признавал, что за выпуском сборника стояли исключительно коммерческие соображения монетизации каталога. В 2009 году EMI перевыпустила альбомы в «специальных изданиях» с бисайдами и концертными записями.
На 51-й церемонии «Грэмми» 8 февраля 2009 года Rsdiohead исполнили песню «15 Steps» вместе с марширующим оркестром Университета Южной Калифорнии. За In Rainbows группа получила свою третью «Грэмми» за «Лучший альтернативный альбом», ещё в нескольких категориях, включая «Альбом года», Radiohead были номинированы, но проиграли. В первой половине 2009 года Radiohead дали серию концертов в Латинской Америке вместе с Kraftwerk.

### The King of Limbs(2009—2012)
В мае 2009 года Radiohead вместе с Годричем начали работу над восьмым альбомом. В августе группа выложила для скачивания две новые песни. Композиция «Harry Patch (In Memory Of)» в струнной аранжировке Джонни Гринвуда была посвящена памяти британского долгожителя и одного из последних участников Первой мировой войны Гарри Пэтча, а доходы от загрузок поступили Королевскому британскому легиону, оказывающему помощь ветеранам. Вторая песня «These Are My Twisted Words» была выложена бесплатно почти одновременно с концертной премьерой в мини-туре по Восточной Европе. В январе 2010 года Radiohead отыграли в Лос-Анджелесе благотворительный концерт, выручка от которого была направлена «Оксфам» для борьбы с последствиями разрушительного землетрясения на Гаити. В декабре на YouTube и торрентах появился смонтированный фанатами из доступных видео концертный фильм, получивший известность как «Radiohead for Haiti». Фильм получил поддержку Radiohead и «Оксфам», а со страницы с записью была сделана ссылка на страницу для пожертвований на сайте организации. В августе 2010 года Radiohead предоставили другой группе фанатов, за год до того снявшей выступление в Праге, записи с микшерного пульта для использования в смонтированном концертном фильме.
В октябре 2009 года Йорк дал три концерта в Лос-Анджелесе с группой, в состав которой вошли Годрич, бас-гитарист Red Hot Chili Peppers Фли, известный по совместной работе с Беком барабанщик Джоуи Уоронкер и перкуссионист Мауро Рефоско, исполняя материал с The Eraser и новые песни. В 2010 году группа, получившая название Atoms for Peace, выступала в США и на летнем фестивале Fuji Rock в Японии. В том же году Йорк и Джонни Гринвуд отыграли «секретный» сет на Гластонбери. Селуэй летом исполнял собственные песни в совместном туре с Лизой Джермано, а 30 августа выпустил сольный альбом Familial. На нём Селуэй исполнял исповедальные фолковые песни, аккомпанируя себе на акустической гитаре, а за ударной установкой его сменил Гленн Котче из Wilco.
Ещё в июне 2010 года О’Брайен говорил в интервью, что новый альбом Radiohead почти готов. В конце сентября группа вернулась в студию и оставалась там до января. 18 февраля 2011 года альбом The King of Limbs, анонсированный за несколько дней до выпуска, стал доступен для покупки в цифровом формате на специально созданном сайте, в марте вышел на физических носителях (компакт-диск и виниловая пластинка), в мае — в специальном «газетном» издании. Radiohead отказались от схемы свободной оплаты, опробованной с In Rainbows, и продавали альбом по фиксированной цене. Две песни, не включённые в альбом, 16 апреля вышли как сингл «Supercollider / The Butcher». Когда в конце марта начались розничные продажи, The King of Limbs дебютировал в британском чарте на седьмом месте с 33 тыс. проданных копий за первую неделю, став первым со времён The King of Limbs альбомом, не возглавившим чарт, и на шестом – в Billboard 200 с 69 тыс. На вторую неделю в Billboard он поднялся на третью строчку. В 2012 году продажи альбома в США оценивались в 307 тыс. экземпляров, то есть The King of Limbs стал первым альбомом Radiohead, не получившим в Штатах золотого статуса. Но продажи цифрового релиза на сайте менеджмент группы оценивал в дополнительные 300—400 тыс. копий.
Критики отмечали, что на The King of Limbs Radiohead повторяют уже один раз избранную траекторию, когда после коммерчески успешного альбома выпустили дилогию Kid A/Amnesiac с электронной музыкой, оставившей в недоумении часть поклонников. Большинство откликов были положительными. Рецензент BBC Майк Дайвер назвал The King of Limbs «ещё одним великолепным альбомом самой неизменно великой британской группы». Впрочем часть рецензентов была разочарована недостатком новаторских решений по сравнению с предыдущими записями группы. На 54-й церемонии вручения премий «Грэмми» Radiohead получили пять номинаций: за «Лучший альтернативный альбом», «Лучшая рок-песня», «Лучшее рок-исполнение», «Лучшее музыкальное видео» (все три — за песню «Lotus Flower») и за «Лучшее оформление специального издания», но победили только в последней из них. В сентябре 2011 года Radiohead выпустили сборник ремиксов на песни с The King of Limbs, названный TKOL RMX 1234567.
На фестивале Гластонбери в июне 2011 года Radiohead отыграли «секретный» концерт, исполнив песни из нового альбома с двумя ударниками — Селуэем и Клайвом Димером, перкуссионистом джазовой группы Get the Blessing, также сотрудничавшим с Portishead. В августе с Димером Radiohead записали концертное видео The King of Limbs: Live from the Basement, выпущенное онлайн. В него вошли две новые песни «The Daily Mail» и «Staircase», которые до того Йорк исполнял в сольном туре; декабре группа выпустила их онлайн как сингл «The Daily Mail / Staircase». В сентябре группа дала два концерта в Нью-Йорке. В 2012 году музыканты отправились в длительный тур, в котором Димер присоединился уже как постоянный участник концертного состава. 16 июня 2012 года в Торонто во время монтажа временной сцены перед концертом, завершающим североамериканскую часть тура, обрушилась часть крыши. Техник группы Скотт Джонсон получил смертельные травмы, ещё один человек получил серьёзные повреждения. Из-за трагедии Radiohead отменили выступление в Торонто и часть летних европейских концертов. Европейский тур был возобновлён в июле в Ниме (Франция).

### A Moon Shaped Poolи включение в Зал славы рок-н-ролла (2013—2019)
В начале 2013 года Radiohead провели тур по Северной Америке. Затем группа взяла паузу, а Том Йорк в феврале 2013 года выпустил дебютный альбом своего сайд-проекта Atoms for Peace Amok. Колин Гринвуд говорил о планах начать работу над новым альбомом Radiohead в конце лета 2013 года.
В феврале 2014 года Radiohead выпустили приложение под названием Polyfauna для устройств Apple и Android. В игру вошли семплы из восьмого альбома группы The King of Limbs. В первую неделю выпуска игра была признана приложением недели в магазине App Store, a также по версии San Francisco Chronicle. Осенью вышли вторые сольные альбомы Тома Йорка (Tomorrow's Modern Boxes) и Фила Селуэя (Weatherhouse).
Radiohead начали работу над девятым альбомом осенью 2014 года. В начале следующего года музыканты работали в студии La Fabrique в Сен-Реми-де-Прованс во Франции. На рождество 2015 года музыканты опубликовали для свободного скачивания песню «Spectre», которую им первоначально заказали для фильма «007: Спектр», но в итоге не включили в саундтрек. 3 мая 2016 года группа выпустила сингл «Burn the Witch» и клип в технике кукольной мультипликации, вдохновлённый фильмом «Плетёный человек». 6 мая вышел клип на второй сингл «Daydreaming», снятый Полом Томасом Андерсоном. 8 мая состоялся цифровой релиз альбома A Moon Shaped Pool; на физических носителях альбом был издан 17 июня на XL Recordings. В альбом вошли песни, которые Radiohead уже исполняли ранее; «рекордсменом» стала «True Love Waits», известная с 1990-х и до этого выходившая только на концертном издании I Might Be Wrong: Live Recordings в 2001 году; на A Moon Shaped Pool она переработана в фортепианную балладу. A Moon Shaped Pool был номинирован на Mercury Prize и «Грэмми» за «Лучший альтернативный альбом», а «Burn the Witch» — на «Грэмми» за «Лучшая рок-песня».
Летом 2016 года Radiohead провели тур. В 2017 году они проводят ещё один тур, включающий хэдлайнерские выступления на Коачелле в апреле и Гластонбери в июне. Тур включает и первый с 2000 года концерт в Израиле, что стало причиной публичного обращения к группе 23 апреля 2017 года более 50 знаменитых сторонников движения за экономический и культурный бойкот Израиля «Бойкот, изоляция и санкции» (BDS), включая Роджера Уотерса и Тёрстона Мура, которые призывали отменить концерт. Йорк прокомментировал это журналу Rolling Stone: «Это всё очень расстраивает. Огромное количество людей не согласны с BDS, включая нас. <…> Предполагать, что мы либо дезинформированы, либо настолько умственно неполноценны, что не можем принимать решения самостоятельно, — это полное неуважение. Я посчитал это крайней степенью покровительственного отношения».
2 мая 2017 года группа анонсировала сборник-переиздание OK Computer OKNOTOK 1997 2017 в честь двадцатилетия альбома OK Computer, который будет содержать переиздания старых треков и бонусный диск, содержащий ранее не издававшиеся композиции «I Promise», «Lift» и «Man of War». 2 июня вышел клип на композицию «I Promise», а 22 июня на «Man of War». Цифровая версия альбома вышла 23 июня 2017 года.
В 2017 году Radiohead были номинированы в Зал славы рок-н-ролла в первый год, когда стали соответствовать критериям включения (прошло двадцать пять лет с выхода первой записи группы). Год спустя они снова вошли в число номинантов и по результатов голосования были включены в Зал славы. На церемонии принятия новых членов Radiohead представил Дэвид Бирн, песня которого дала название группе. На церемонии присутствовали только Селуэй и О’Брайен, а Йорк публично заявлял, что ему это непонятно и неинтересно.

### Сайд-проекты и The Smile (2019 — настоящее время)
В 2019 году Йорк выпустил третий сольный альбом Anima. В 2020 году дебютный альбом Earth под псевдонимом EOB выпустил О’Брайен.
5 ноября 2021 года альбомы Kid A и Amnesiac были переизданы под одной обложкой вместе с ранее не выпускавшимися песнями как Kid A Mnesia. Для песен «If You Say the Word» и «Follow Me Around», вышедших синглами, были сняты видеоклипы, второй из них — с участием актёра Гая Пирса.
В 2018 году Джонни Гринвуд пригласил барабанщика джазовой группы Sons of Kemet Тома Скиннера для джем-сейшна, спустя какое-то время к ним стал присоединяться Йорк. Об их новом проекте The Smile было официально объявлено 22 мая 2021 года: они стали одними из участников онлайн-концерта Live at Worthy Farm, который заменил отменённый фестиваль Гластонбери-2021. 13 мая 2022 года вышел дебютный альбом The Smile A Light for Attracting Attention, оставшуюся часть года группа провела в туре по Европе и Северной Америке. В 2024 году The Smile выпустили сразу два альбома — Wall of Eyes (26 января) и записанный одновременно с ним Cutouts (4 октября). Летний тур The Smile 2024 года был закончен преждевременно из-за болезни Гринвуда. Альбомы и живые выступления The Smile восторженно встречены критиками, которые описывают The Smile как спин-офф Radiohead, в котором Йорк и Гринвуд реализуют себя без груза ожиданий и обязательств, связанных с основной группой, черпая влияния из джаза и краутрока.
Селуэй в 2023 году выпустил третий сольный альбом Strange Dance и тогда же в интервью говорил, что «Radiohead всё ещё очень даже существуют, и мы часто собираемся вместе и обсуждаем будущие планы». Колин Гринвуд в конце 2022 года участвовал в туре Ника Кейва и Уоррена Эллиса по Австралии. В 2023—2024 годах он продолжил гастролировать с Nick Cave and the Bad Seeds и участвовал в записи альбома группы Wild God. В октябре 2024 года Колин Гринвуд презентовал книгу фотографий Radiohead, охватывающую период с 2003 по 2016 годы. Колин и Джонни сообщали, что летом 2024 года музыканты Radiohead собирались для совместных репетиций, но не имеют никаких конкретных планов на будущее.

## Творчество

### Жанровая принадлежность
Музыку Radiohead обычно определяют как арт-рок и альтернативный рок. После выхода «Creep» и Pablo Honey обозреватели часто относили их к последователям гранжа. Третий альбом OK Computer с грандиозными образами технологической антиутопии, «саундом семидесятых» и шестиминутным ведущим синглом «Paranoid Android» часто характеризовали как прогрессивный рок, хотя сама группа открещивалась от такого ярлыка. Приёмы электронной музыки, такие как семплирование и лупы, игравшие заметную роль уже на OK Computer, преобладают на двух следующих альбомах Radiohead и стали неотъемлемой составляющей звучания группы.
Хотя второй альбом группы The Bends был выпущен на пике «эры брит-попа», по общепринятому мнению Radiohead с их пессимизмом, тревожностью и отсутствием ностальгии по музыке «британского вторжения» не принадлежали к этой сцене. Для Джонни Гринвуда брит-поп представлял собой пастиш и имитацию прошлого, Йорк говорил, что «ненавидел» его и не хотел никак с ним ассоциироваться.

### Написание песен
Долгое время основным автором песен Radiohead был Том Йорк. В 2000 году Дэвид Кавана характеризовал его как главного идеолога группы и человека, остающегося победителем во всех внутренних спорах; по словам журналиста, OK Computer представлял собой результат записи высококлассной группой сочинённых Йорком песен. В одном интервью Йорк говорил: «Мы работаем как ООН, и я — Америка» (англ. We operate like the UN, and I'm America). Позднее Йорк признавал, что его власть в группе была «абсолютно несбалансированной», как у «тирана», создавшего «атмосферу страха». Он публично и перед коллегами по группе выражал сожаление в связи с этим.
Как правило, песня Radiohead начинается с наброска Йорка, затем Джонни Гринвуд придаёт ей гармоническию структуру, после чего остальные музыканты совершенствуют свои партии. Окончательную студийную версию песня может приобрести спустя месяцы и даже годы; «Nude» могла выйти ещё на OK Computer и исполнялась на концертах с того времени, но была издана только в 2008 году на In Rainbows в новой аранжировке, а включённая в 2016 году в A Moon Shaped Pool «True Love Waits» была известна фанатам с 1995 года.

### Влияния
Ранние Radiohead складывались под влиянием исполнителей американского альтернативного рока и британского постпанка: Pixies, R.E.M., Sonic Youth, Talking Heads, U2, The Smiths, Joy Division, Japan, Элвиса Костелло, Siouxsie and the Banshees, Magazine. И Джонни Гринвуд, и О’Брайен неоднократно рассказывали, что на их манеру игры сильно повлиял гитарист Banshees и Magazine Джон Макгиох; вторым кумиром О’Брайена остаётся гитарист The Smiths Джонни Марр.
Говоря о работе над OK Computer, когда они стали больше экспериментировать со студийными технологиями, музыканты рассказывали, как при записи разных песен держали в уме разные образцы: «стену звука» Фила Спектора, Pet Sounds Beach Boys, «белый альбом» The Beatles, Bitches Brew Майлза Дэвиса, Endtroducing... DJ Shadow, киномузыку Эннио Морриконе. Интерес Radiohead к джазу проявился сильнее на двух следующих альбомах, Kid A и Amnesiac, среди источников вдохновения которых помимо Дэвиса обнаруживали Чарльза Мингуса, Элис Колтрейн и Art Ensemble of Chicago. Йорк в этот же период переоткрыл для себя каталог Warp Records, лейбла, выпускавшего электронную музыку, лишённую традиционной песенной структуры. В 2013 году Йорк назвал Aphex Twin наиболее повлиявшим на него артистом. Джонни Гринвуд изучал академическую музыку XX века, в которой особенно выделяет Кшиштофа Пендерецкого и Оливье Мессиана. Он рассказывал, что знакомство с «Турангалила-симфонией» Мессиана в пятнадцатилетнем возрасте стало формирующим опытом, а использованные в ней волны Мартено Гринвуд позже самостоятельно освоил.

## Значение
Альбомы Radiohead середины девяностых (The Bends и OK Computer) сильно повлияли на британскую рок-музыку рубежа тысячелетий. Во второй половине 1990-х Radiohead были единственной британской рок-группой, сумевшей добиться популярности и на американском рынке. По выражению Алекса Росса, в 1997 году Radiohead «поймали волну тревожности поколения», в своих песнях выразив страхи молодых людей информационной эры. Джеральд Марзорати из The New York Times Magazine назвал Radiohead ключевой группой момента смены вех в рок-музыке, когда гитарная музыка уступила сцену электронной.  Сходство с Radiohead находили в музыке Coldplay, Travis, Muse, Snow Patrol, Keane и других современных британских рок-групп. Однако к тому моменту, как эта волна набрала популярность, стиль самих Radiohead сильно изменился: на Kid A и Amnesiac Radiohead экспериментировали с различными жанрами в диапазоне от электронной музыки до джаза. Когда в одном из интервью музыкантам был задан вопрос: «Что вы думаете по поводу того, что группы вроде Travis, Coldplay и Muse добиваются успеха с точно таким же звучанием, как у ваших записей 1997 года?», Том Йорк ответил: «Удачи с Kid A!».
Кроме этого, Radiohead уже оказали огромное влияние на музыкальную индустрию. В 2001 году альбом Kid A стал коммерчески успешным, несмотря на отсутствие синглов, минимальную рекламную кампанию и утечку альбома в Napster. В 2007 году альбом In Rainbows был выложен в сеть для свободного скачивания и вышел на диске только через несколько месяцев. Журнал Time назвал In Rainbows «возможно, самым важным релизом в современной истории музыкальной индустрии» (англ. easily the most important release in the recent history of the music business) и предрёк, что успешные и самостоятельные исполнители, которым не нужна раскрутка своих альбомов, в ближайшем будущем откажутся от услуг лейблов. При этом Radiohead не стали первыми исполнителями, начавшими распространять музыку через свой сайт. Значение этого поступка состоит в том, что от услуг лейбла отказалась одна из самых значительных групп современности. Спустя несколько дней после заявления Radiohead о размещении In Rainbows в свободном доступе об аналогичных планах объявили Oasis, Jamiroquai, Мадонна и Трент Резнор.

## Долговременное сотрудничество
Продюсер Найджел Годрич впервые работал с Radiohead над двумя песнями с EP My Iron Lung (1994), а начиная с OK Computer он продюсировал все альбомы. Его иногда называют шестым членом группы так же, как Джорджа Мартина называли пятым членом The Beatles. Шестым членом группы называют и художника Стэнли Донвуда, который оформил все альбомы, начиная с EP My Iron Lung. Донвуд познакомился с Йорком в художественной школе в Эксетерe, и с тех пор они часто работают вместе. В 2001 году Стэнли Донвуд получил «Грэмми» в номинации «Лучшая упаковка/оформление диска» за специальное подарочное издание Amnesiac. Многие работы Донвуд создал совместно с анонимным автором, который использует псевдоним Dr. Tchock. Считается, что под этим псевдонимом скрывается сам Йорк. Донвуд не раскрывает имени соавтора: «Я не имею права [этого] говорить. Я дал обещание». Кроме того, Донвуд является автором логотипа Radiohead, дизайнером официального сайта Radiohead и сувенирной продукции группы.

## Участники группы
Постоянный состав
- Том Йорк — вокал, гитара, клавишные
- Джонни Гринвуд — гитара, клавишные, прочие инструменты
- Эд О’Брайен — гитара, бэк-вокал
- Колин Гринвуд — бас-гитара, клавишные
- Фил Селуэй — ударные, перкуссия

Концертный музыкант (с 2011 года)
- Клайв Димер[англ.] — ударные, перкуссия

## Дискография
- Pablo Honey (1993)
- The Bends (1995)
- OK Computer (1997)
- Kid A (2000)
- Amnesiac (2001)
- Hail to the Thief (2003)
- In Rainbows (2007)
- The King of Limbs (2011)
- A Moon Shaped Pool (2016)

## Награды и номинации
Radiohead получили три премии «Грэмми» за «Лучший альтернативный альбом» за OK Computer, Kid A и In Rainbows. Каждый из этих альбомов также номинировался на «Грэмми» за «Альбом года». В общей сложности Radiohead двадцать раз номинировались на «Грэмми», пять — на Mercury Prize (рекорд, который группа делит с Arctic Monkeys) и семнадцать — на BRIT Awards.
В 2017 году в честь группы был назван новый для науки вид муравьёв Sericomyrmex radioheadi.